# Cranioleuca
Genre
Le genre Cranioleuca regroupe 20 espèces de passereaux appartenant à la famille des Furnariidae.

## Liste des espèces
D'après la classification de référence du Congrès ornithologique international (ordre phylogénique) :
- Cranioleuca berlepschi – Synallaxe mantelé
- Cranioleuca weskei – Synallaxe de Weske
- Cranioleuca marcapatae – Synallaxe de Marcapata
- Cranioleuca albiceps – Synallaxe à bandeaux
- Cranioleuca vulpina – Synallaxe renard
- Cranioleuca dissita – Synallaxe de Coiba
- Cranioleuca vulpecula – Synallaxe de Parker
- Cranioleuca subcristata – Synallaxe huppé
- Cranioleuca pyrrhophia – Synallaxe à calotte rayée
- Cranioleuca henricae – Synallaxe d'Inquisivi
- Cranioleuca obsoleta – Synallaxe olive
- Cranioleuca pallida – Synallaxe pâle
- Cranioleuca semicinerea – Synallaxe à tête grise
- Cranioleuca albicapilla – Synallaxe à calotte blanche
- Cranioleuca erythrops – Synallaxe à face rouge
- Cranioleuca demissa – Synallaxe des tépuis
- Cranioleuca hellmayri – Synallaxe des broméliades
- Cranioleuca curtata – Synallaxe à sourcils gris
- Cranioleuca antisiensis – Synallaxe grimpeur
- Cranioleuca muelleri – Synallaxe écaillé